# Ungaria Centrală
Ungaria Centrală (maghiară Közép-Magyarország) este o regiune a Ungariei.